# ماركيس الحسيمة
ماركيس الحسيمة (بالإسبانية: Marquesado de Alhucemas)‏ هو لقب نبالة إسباني، أنشئ في 5 يناير 1911 من طرف الملك ألفونسو الثالث عشر، لفائدة مانويل غارثيا برييطو، الذي كان آنذاك رئيسا لمجلس الوزراء، و ذلك نظيرا لجهوده في مرحلة الإعداد لفرض الحماية على المغرب، و حصل أيضا بفضل ذلك على مقعد، مدى الحياة، في مجلس الشيوخ الإسباني،

تم ترقية هذا اللقب إلى مرتبة «عظمة إسبانيا» (بالإسبانية: Grandeza de España)‏، في تراتبية ألقاب النبالة الإسبانية، و هي الدرجة التي تلي مباشرة درجة الإينفانطي (بالإسبانية: Infante de España)‏، المخصصة حصريا لأبناء الملك و أبناء ولي العهد الإسبانيين.

اقتران اللقب بالحسيمة مرتبط بمواقع السيادة الإسبانية شمال المغرب، و ضمنها صخرة الحسيمة، و هو ينتمي إلى صنف الألقاب النبالية المرتبطة بلحظات تاريخية مهمة إبان الاستعمار الإسباني لشمال المغرب كفرض الحماية وحرب الريف (على غرار لقب ماركيس الريف الذي استحدث للجنرال سانخورخو جزاء لأداءه في إنزال الحسيمة).

## ماركيسات الحسيمة
- مانويل غارثيا برييطو (1859-1938): ماركيس الحسيمة الأول.
- أبيلينا غارثيا برييطو و مونطيرو ريوس (1891-1961): ابنة مانويل غارثيا برييطو و التي ورثت اللقب عن والدها.[3]
- مانويل ساينث دي بيكونيا و غارثيا برييطو (ولد في 1916): ابن أبيلينا غارثيا، و الذي ورث اللقب عن والدته.[4]